# Partit dels Pobles de Tota Nigèria
El Partit dels Pobles de Tota Nigèria (All Nigeria Peoples Party, ANPP) és un partit polític conservador de Nigèria.

## Història
Fou registrat el 19 d'octubre de 1998 amb el nom de Partit de Tots els Pobles o All Peoples Party (APP) i va participar en les successives eleccions començant per les locals (15 de desembre de 1998) i les nacionals (23 escons) i presidencials de 1999 (candidats Olu Falae i Alhaji Umaru Shinkafi). Es va unir al Partit dels Pobles de Nigèria Unida o United Nigeria Peoples Party (UNPP) agafant el nom de All Nigeria Peoples Party (ANPP) el 2002.
Sota el lideratge del Cap Edwin Ume-Ezeoke, el seu candidat en les eleccions presidencials de 19 d'abril de 2003, l'ex dictador militar Muhammadu Buhari, va obtenir el 32.2% del vot. Buhari fou un altre cop el candidat de l'ANPP el 2007 quedant en segon lloc i aproximadament el 18% del vot segons resultats oficials.
En les eleccions legislatives del 21 d'abril del 2007, el partit va guanyar el 27.0% del vot popular i 92 de 360 escons (o 62 de 360o) a la Cambra de Representants i 27 (o 16) de 109 seients al Senat.
El partit va assumir un lideratge nou després de la seva convenció nacional de setembre de 2010 a Abuja. Una convenció que es va fer a Eagle Square a Abuja sota el lideratge del governador de Yobe, Alhaji Ibrahim Gaidam, on l'ex governador d'Abia Dr..Christopher Ogbunnaya onu va emergir com el President Nacional del partit. Altres agents Nacionals foren Hon. lawan Shettima Ali, Secretari Nacional, Wale Olatunji secretari adjunt, John Oyegun president adjunt Yusuf Musa, adjunt pel nord del president nacional, Hajjia Ramatu Tijjani dirigent de dones nacionals, Tony Udoakan,dirigent de la joventut nacional, Emma Eneukwu secretari de publicitat nacional i Hajjia Fatima Muhammed, secretari financer nacional.
L'ANPP és el partit majoritari al nord de Nigèria, principalment a causa de la seva crida a la gent. És el partit d'oposició més fort, controlant set dels trenta-sis estats de la nació. L'èxit més gran del partit en les eleccions de 2003 fou aconseguir el govern de l'estat de Kano on va derrotar al partit Democràtic dels Pobles de Nigèria en el govern per agafar el control d'un dels estats més poblats.
Després de les eleccións del 2007, l'ANPP va desafiar la victòria de Umaru Yar'Adua i el seu Partit Democràtic dels Pobles deNigèria, segons va ser anunciat el 27 de juny de 2007, seguint converses fins que l'ANPP va acordar unir-se al govern de Yar'Adua. Hi hi havia segons es diu desacord dins de l'ANPP sobre les converses. Buhari Subsegüentment va denunciar la idea en una entrevista a la BBC i va suggerir que la decisió era només feta per part del partit, al·legant que només "buscaven feines per ells". Biharia va abandonar el partit i va formar el Congrés pel Canvi Progressista.
El febrer de 2013 el partit es va fusionar amb el Congrés d'Acció de Nigèria, la Gran Aliança de Tots els Progressistes i el Congrés pel Canvi Progressista per formar el Congrés de Tots els Progressistes.

## Ideologia política
L'ANPP és un partit conservador de dretes. El partit dibuixa la seva força predominantment a Nigèria del Nord.

## Un altre partit
Hi va haver un partit del mateix nom durant la Segona República, el qual va ser prohibit seguint el Cop Militar de 1984 dirigit pel General Muhammadu Buhari.
El partit actual té el mateix nom però amb poca o cap semblança, afinitat o afiliació a l'ANPP original.

## Bandera
La bandera del partit almenys des del 2002 és vertical de tres bandes: verd-blanc-blau; al centre una panotxa de moresc groga sota la qual les sigles ANPP en negre.